# 135069 Gagnereau
135069 Gagnereau è un asteroide della fascia principale. Scoperto nel 2001, presenta un'orbita caratterizzata da un semiasse maggiore pari a 2,7976279 UA e da un'eccentricità di 0,1560079, inclinata di 9,81406° rispetto all'eclittica.